# 海洋自由号
海洋自由号（英語：MS Freedom of the Seas），是由皇家加勒比國際（总部位于迈阿密的挪威与美国公司）持有並營運的一艘遊轮。整艘船的吨位约为158,000吨，18层的甲板共能为由1,360名船员服务的4,370名游客提供1,800个房间。它有339米（1,112英尺）长，最大巡航速率可达到21.6节（40 km/h或24.85mph）。從2006至2009年間，本船是世界上最大的客轮，後被海洋綠洲號取代。
整艘豪華郵輪船就是一個海上公园，包括巨浪湾（FlowRider）这项首度出现在游轮上的人造冲浪装置。有着一个供水上运动项目（譬如水上排球、水上篮球等）使用的游泳池，以及从船两侧延伸开来的旋转泳池（whirlpool）。除了这些豪华设备外，船上还有可出售书籍的咖啡店、比萨店以及班傑利冰淇淋店。除此之外，还有攀岩墙、溜冰场等娱乐设施。船上的Wi-Fi无线网络可覆盖全船，在特等舱中都设有平板电视，在船上亦可使用移动电话进行通讯。

## 历史

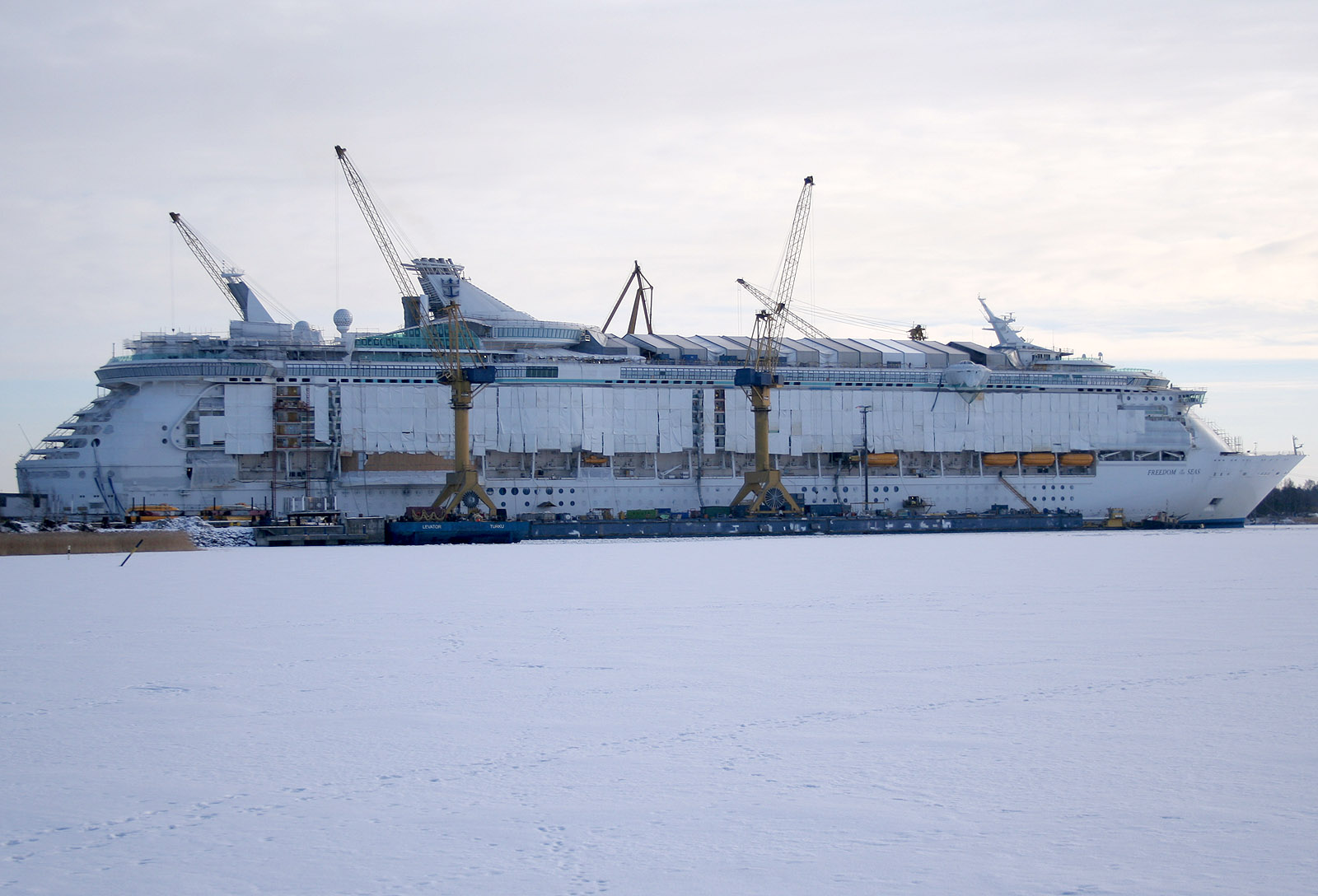
正在芬兰图尔库市阿克尔造船厂建造的海洋自由号

海洋自由号由阿克尔造船厂（Aker Yards）在芬兰图尔库港建造。阿克尔造船厂亦是海洋自由号的姊妹船海洋独立号（预定于2007年下水）的建造商，而第三艘尚未命名的同级船也将由该公司于2008年交付使用。2006年4月17日，海洋自由号抵达德国汉堡市的布洛姆·福斯码头，并于2006年4月24日被正式移交给了它的订购商皇家加勒比國際。此后，它首先于4月25日启程前往挪威首都奥斯陆港参加官方的庆祝活动，再于4月27日启程前往英国南安普敦港（于4月29日上午9时抵达）。2006年5月3日从南安普敦港启程开始它跨越大西洋的处女航。
海洋自由号穿过大西洋并抵达纽约市参加它的命名仪式（预期于2006年5月12日），然后由美国佛罗里达州的迈阿密港启程开始预期的巡弋西加勒比海的旅程。
从船的上甲板扩展加宽的部分将被用作户外的散步甲板。上层船舱都有一扇窗口，窗口都开向左舷、右舷或散布甲板。这种设计最早于1990年被用在诗丽雅小夜曲号及它的姊妹船诗丽雅交响曲号上。

## 图片

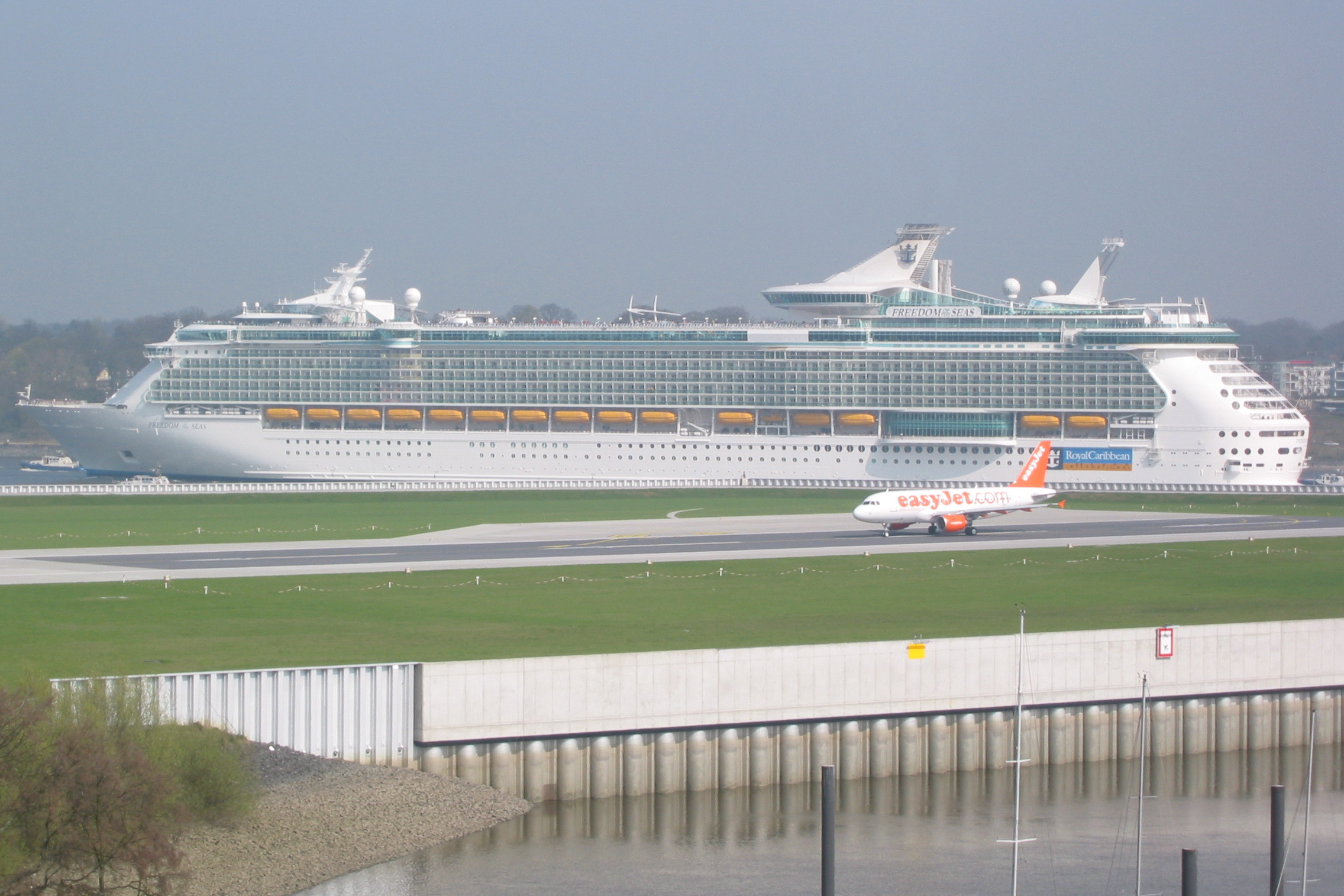
海洋自由号在德国易北河上巡游
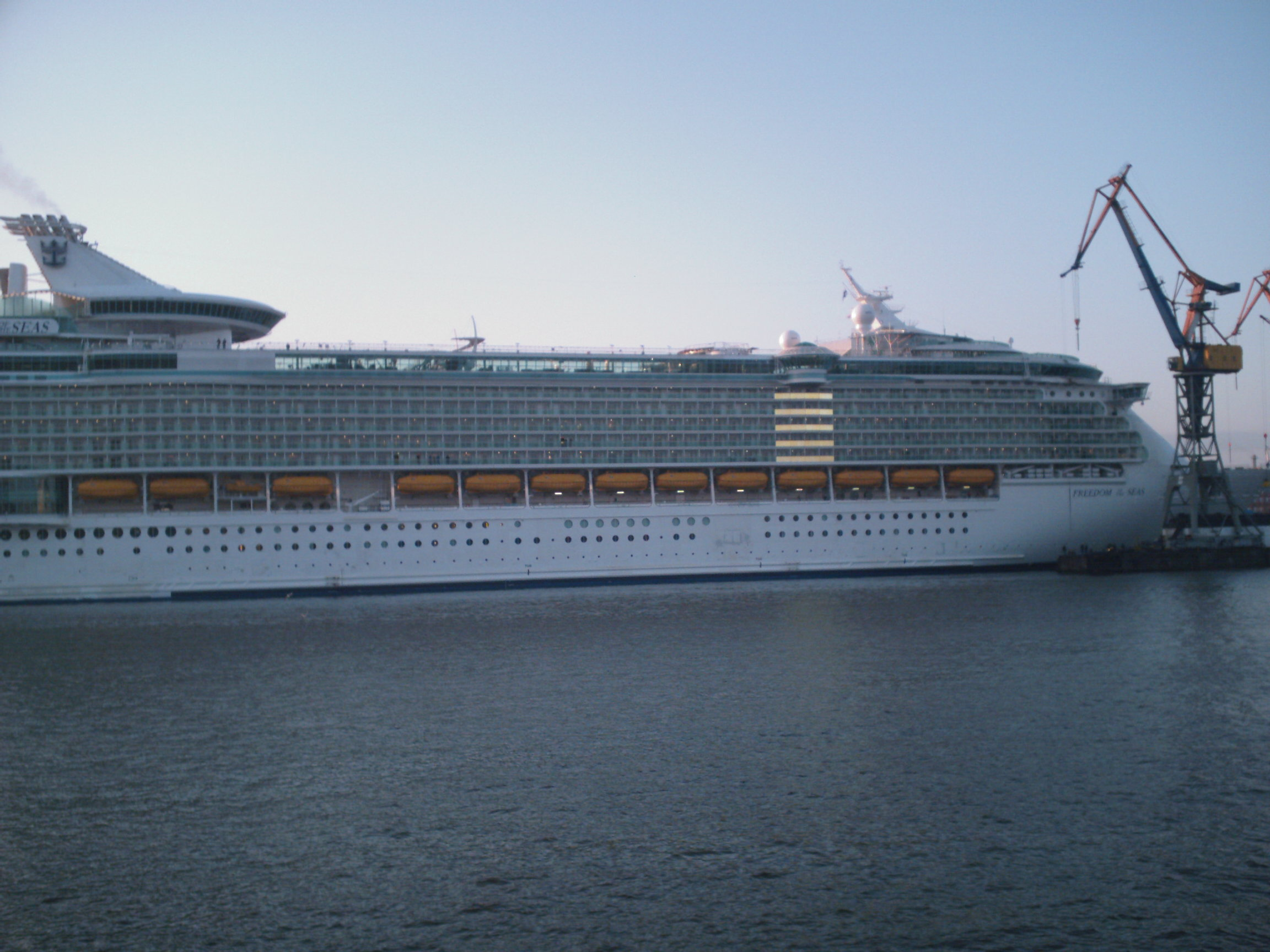
海洋自由号在汉堡停靠
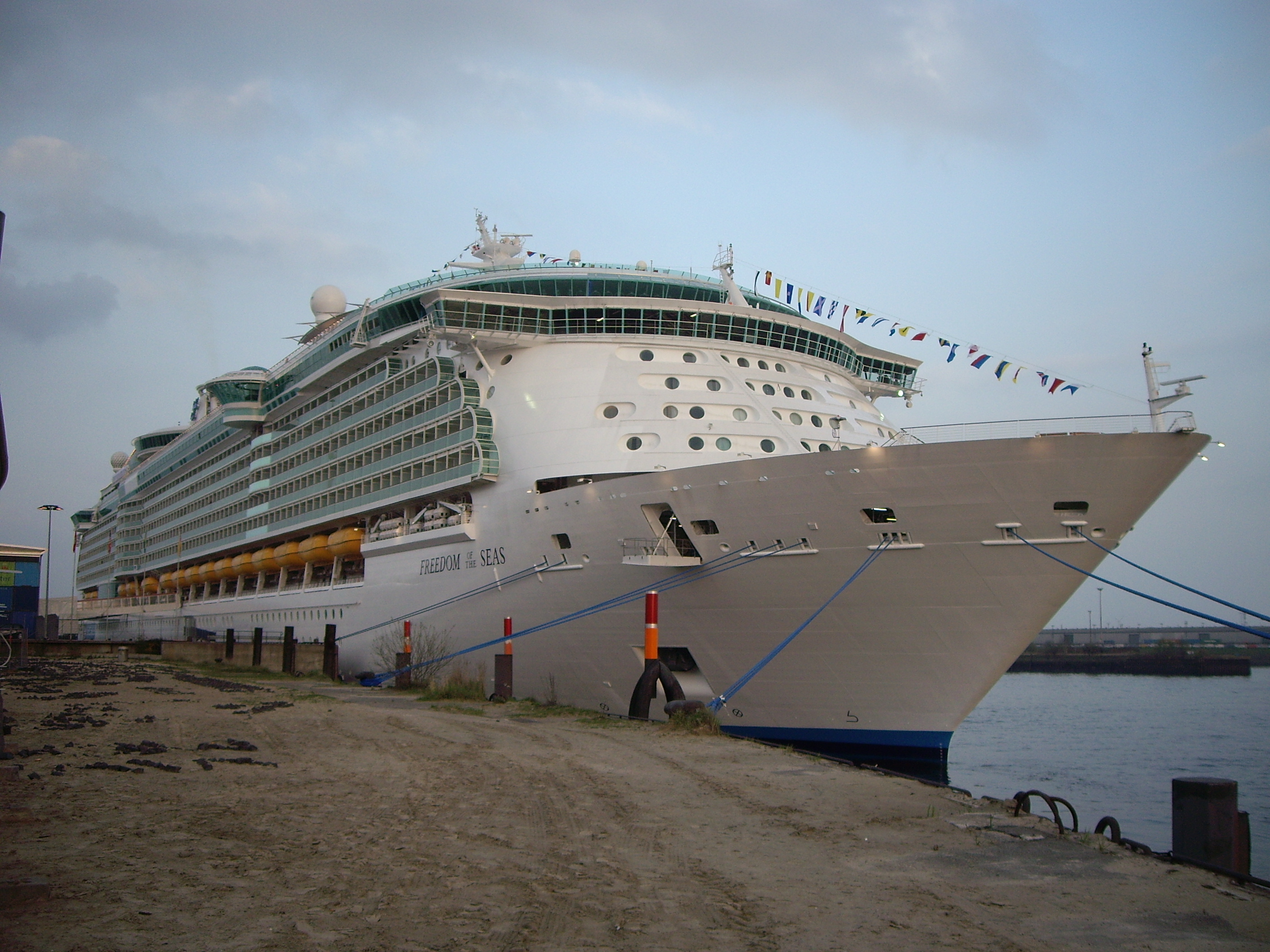
海洋自由号 – 汉堡航游中心 – 2006年4月24日
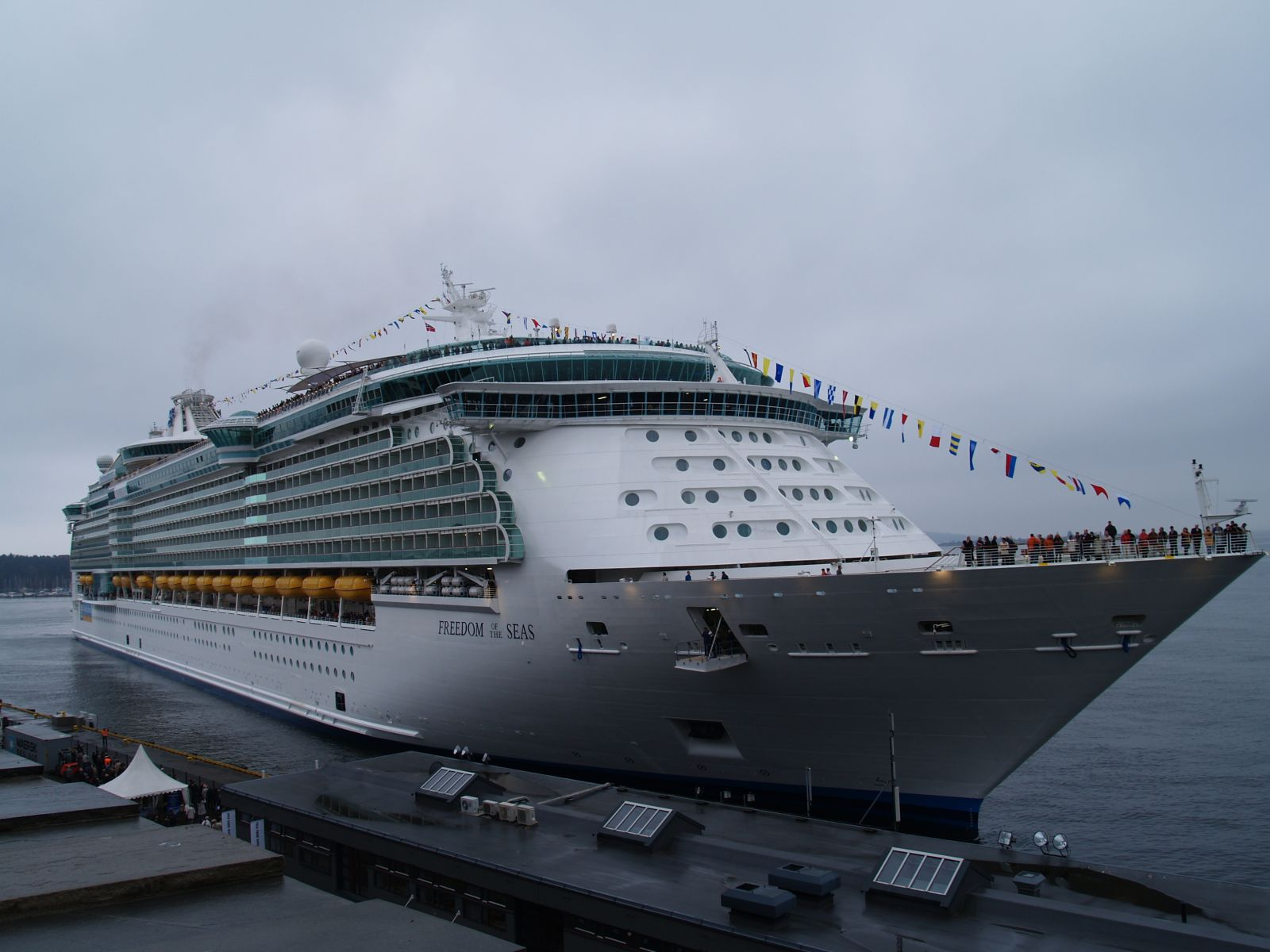
在奥斯陆停靠的海洋自由号，2006年4月26日
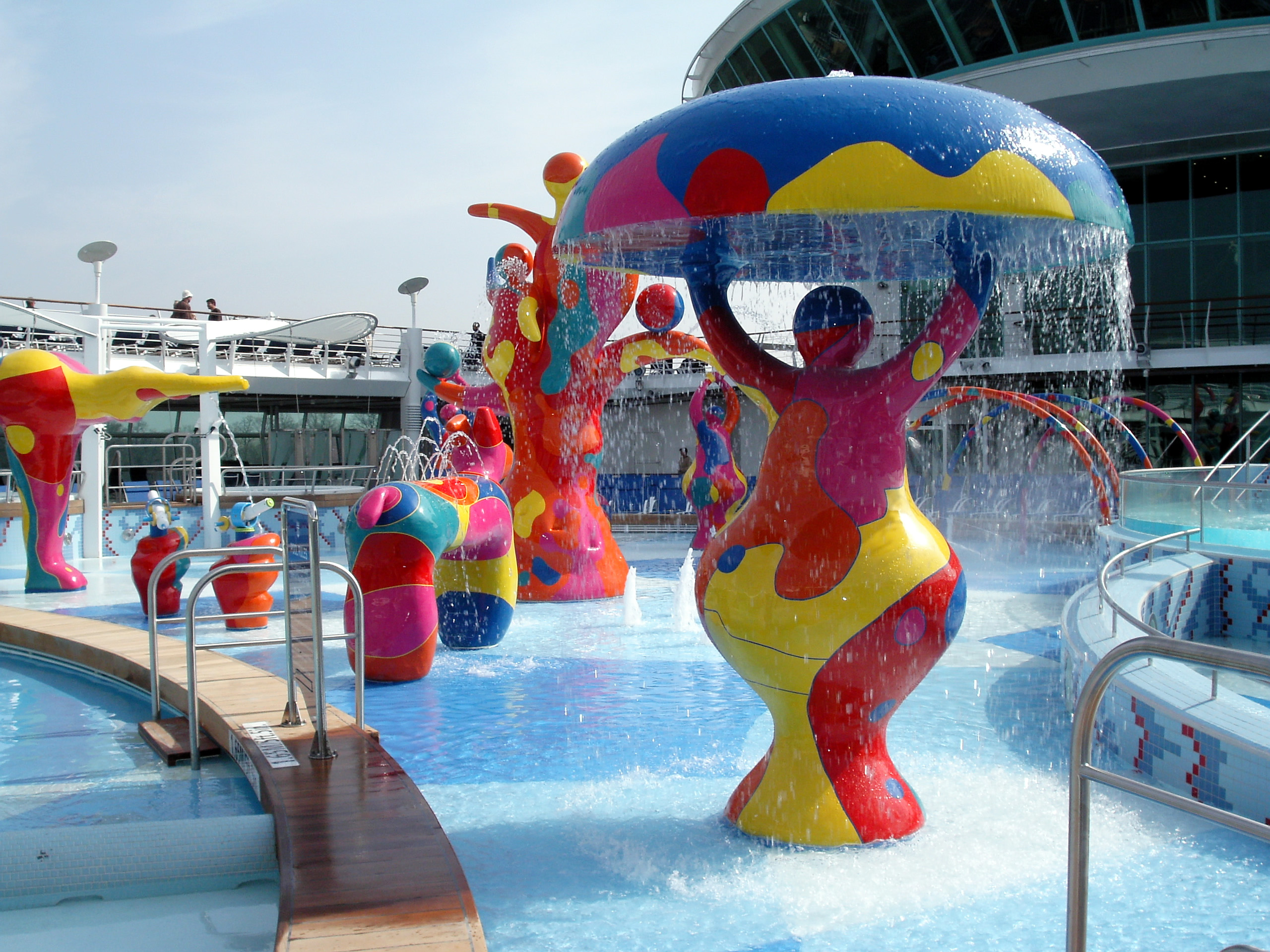
海洋自由号上的水园（儿童戏水池）
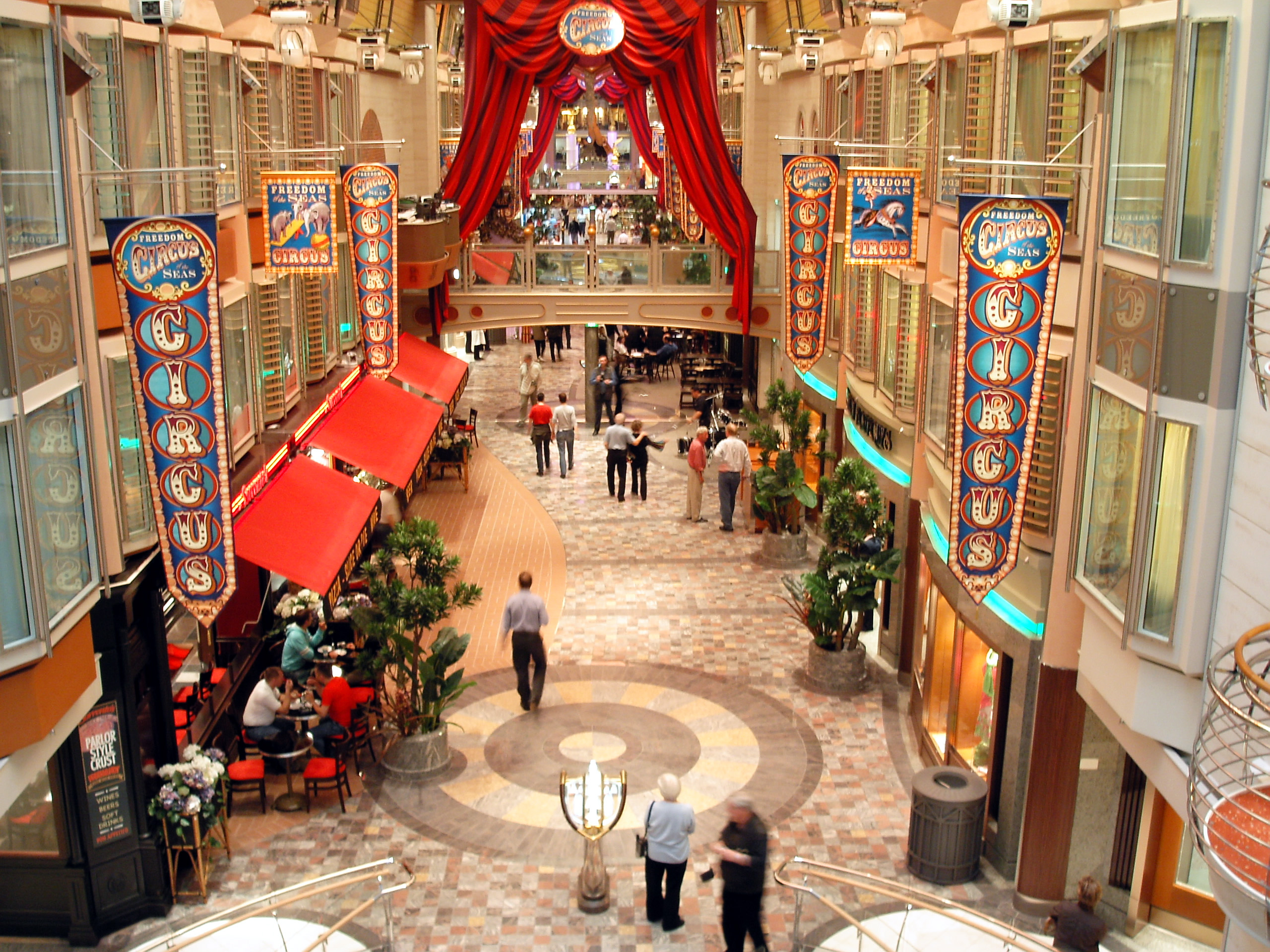
海洋自由号上的皇家散步甲板
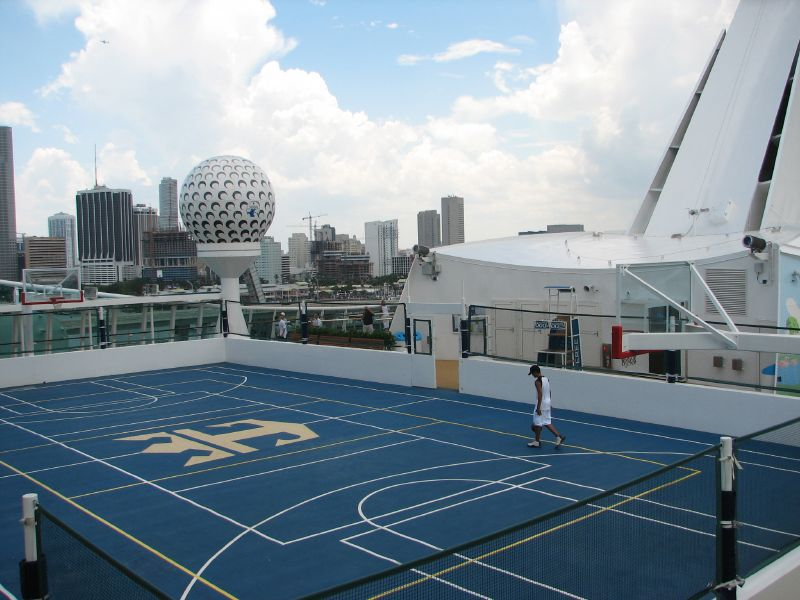
篮球场